# Arsène Vermenouze

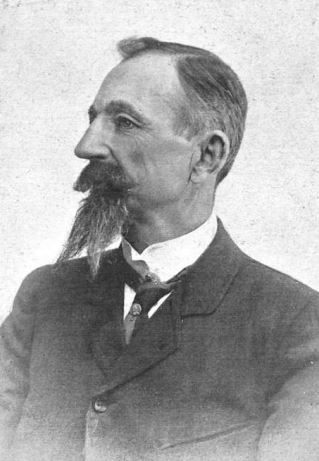
Arsène Vermenouze

Arsène Vermenouze (* 26. September 1850 in Ytrac; † 8. Januar 1910 ebenda) war ein französischer Dichter französischer und okzitanischer Sprache.

## Leben und Werk
Arsène Vermenouze wuchs im Département Cantal auf. Ab dem Alter von 16 Jahren lebte er mit seinem Vater aus beruflichen Gründen in Toledo. In den 1880er Jahren kehrte er nach Aurillac zurück und leitete eine Spirituosenfabrik.
Zusammen mit Francis Courchinoux und Marcellin Boule gründete er 1894 die Feliber-Schule École Auvergnate und betreute die sehr erfolgreiche Monatsschrift Lo Cobreto („Der Dudelsack“). 1900 wurde er zum Majoral (Akademiemitglied) des Félibrige gewählt (Sitz: Cigalo de la Mountagno-Negro).
Von 1896 bis zu seinem Tod dichtete er in okzitanischer und in französischer Sprache. Er wurde in Paris bekannt und in seiner Heimat berühmt. Er galt als der Mistral der Oberen Auvergne. Nach seinem Tod kam dort der Okzitanismus vorerst zum Erliegen.
Sein Denkmal steht in Aurillac. Dort und in Ytrac sind Straßen nach ihm benannt.

## Werke (Auswahl)

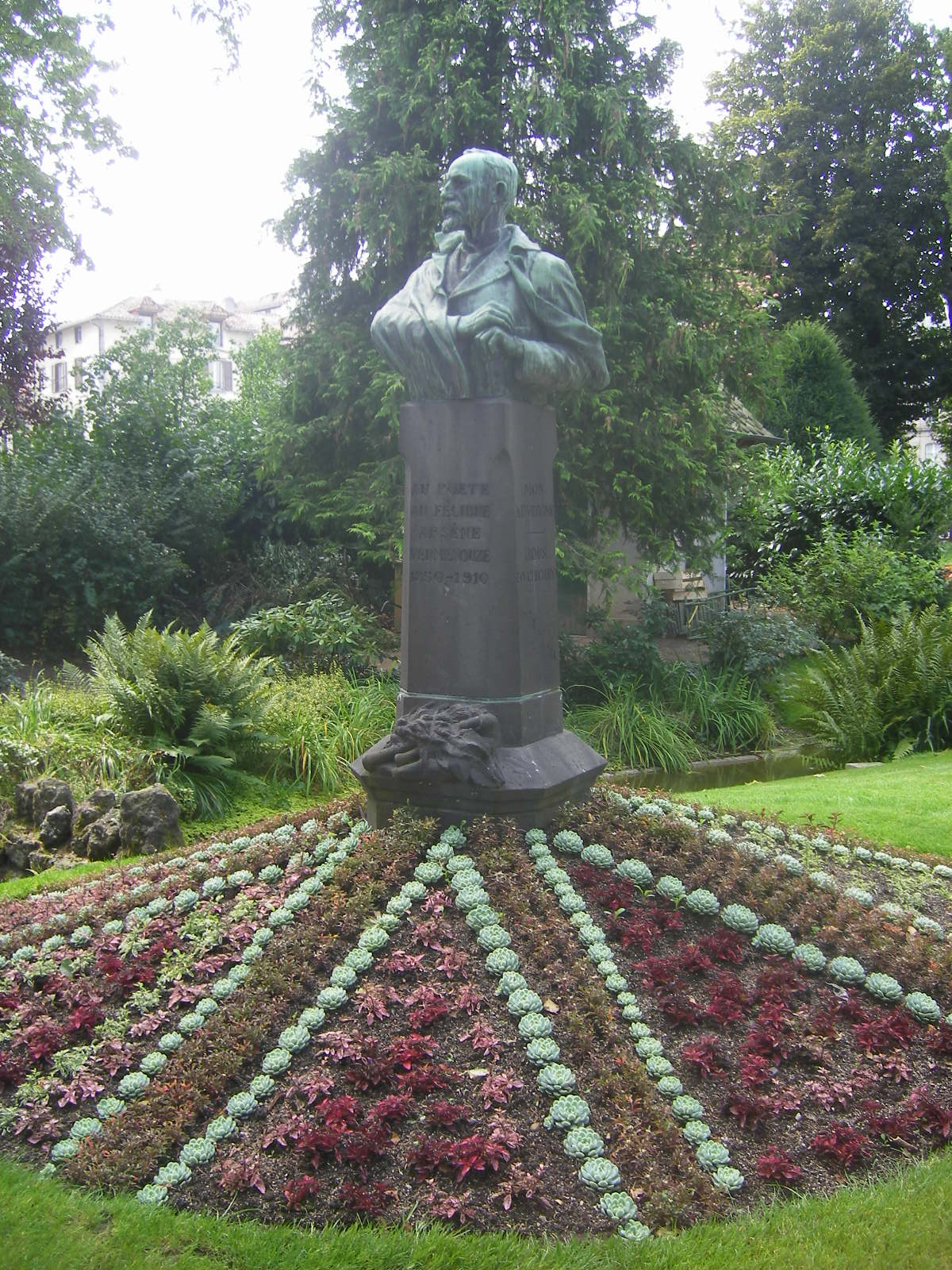
Denkmal in Aurillac

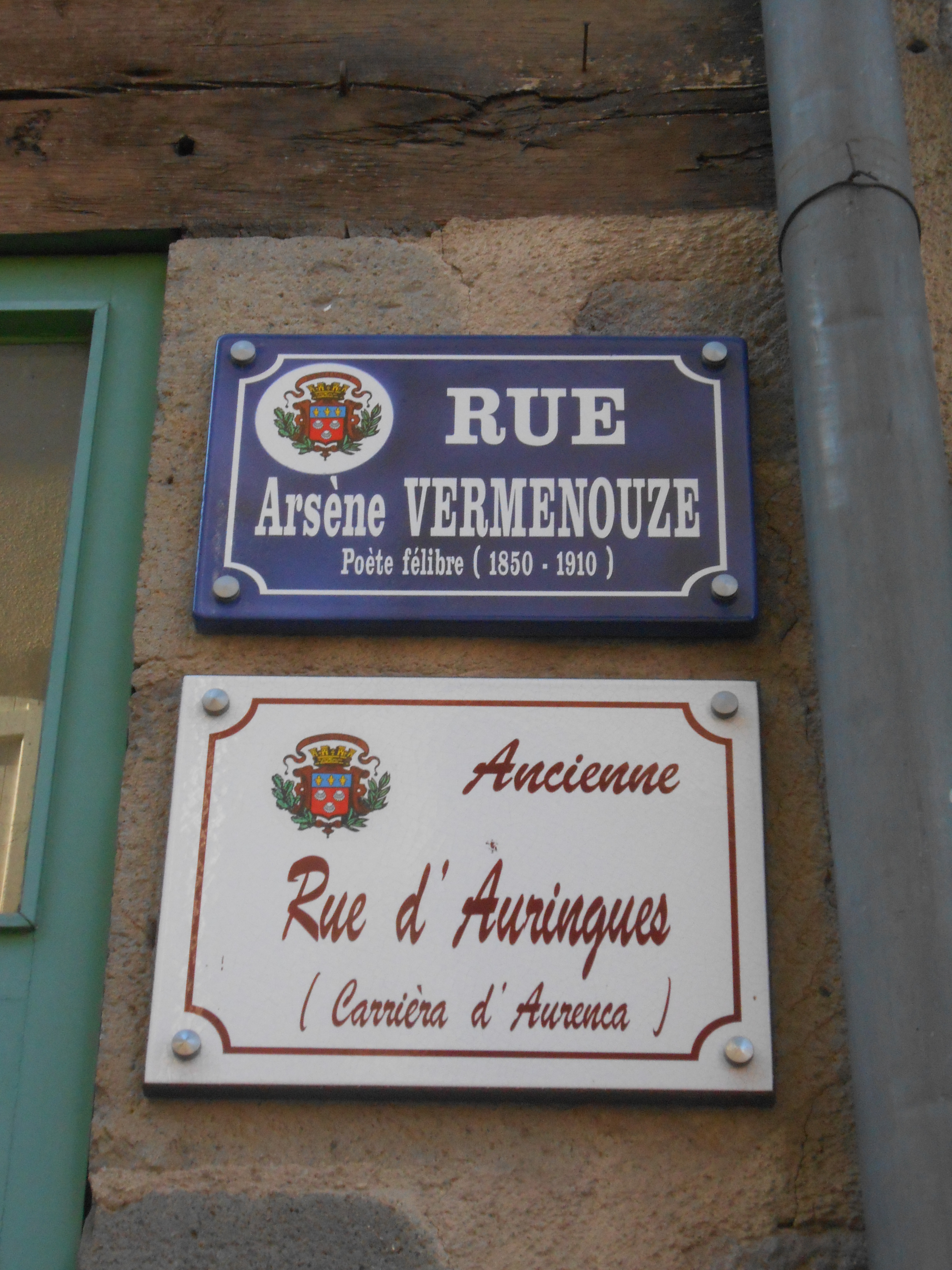
Straßenschild in Aurillac

- Flour de brousso. Aurillac 1896 (zweisprachig, Vorwort von Jean Ajalbert). I.E.O. Cantal, Aurillac 1980.
- En plein vent. Sonnets d'Auvergne. Stock, Paris 1900.
- Mon Auvergne. Plon, Paris 1904.
- Jous la cluchàdo. Sous le chaume. Aurillac 1908 (Vorwort von Louis Farges, 1858–1941). I.E.O. (Institut d'estudis occitans), Aurillac 1979.
- Dernières veillées. Hrsg. Gabriel Aubray (1863–1920). Jouve, Paris 1911.
- Les Plus belles poésies d'Arsène Vermenouze. Flour de brousso et fragments de Jous la cluchàdo. Éditions U.S.H.A., Aurillac 1925. (Vorwort von Marius Jouveau)
- Œuvres complètes. 6 Bde. Éditions U.S.H.A., Aurillac 1950–1968.
  - 1. En plein vent (poésies en français)
  - 2. Mon Auvergne (poésies en français)
  - 3. Dernieres veillees (poésies en français)
  - 4. Flour de brousso (poésies en langue d'oc avec traduction)
  - 5. Jous la cluchado (poésies en langue d'oc avec traduction)
  - 6. Correspondance
- Inédits languedociens. Hrsg. Noël Lafon. Lo Convise, Aurillac 1996.
- Sur qui le soleil plane. Éditions de la Châtaigneraie, Aurillac 2021, 2023.